# Flujo de energía y nutrientes en los ecosistemas
Flujo de energía y nutrientes en un ecosistema es el nombre que recibe la totalidad de la cadena trófica, así como el flujo de cualquier fuente aprovechable de energía. El flujo de energía es el aprovechamiento de los productos primarios y secundarios por organismos que a su vez utilizaron consumidores primarios herbívoros de los cuales se alimentan los consumidores secundarios o carnívoros.
La energía es básica para el funcionamiento de cualquier ecosistema, gracias a las diferentes interacciones que se dan entre diferentes organismos, la energía fluye de especie a especie. Sin embargo, a medida de que esta va entrando al ecosistema, su cantidad disminuye. La cantidad de nutrientes y energía en la Tierra es muy pequeña, y por eso tiene diferentes ciclos. El ciclo empieza en los productores, los cuales captan la luz solar y la utilizan en un 100%. Luego al ser consumidos por un consumidor del primer orden el 10%  aproximadamente de esa energía pasa a ese ser vivo. Si seguimos con la cadena trófica, nos encontramos con los consumidores de segundo orden que al alimentarse de los del primer orden, toman también un 10% de su energía, lo que sería 1% de la original. El siguiente eslabón son los consumidores de tercer orden, que obtienen un 0,1% de la energía primeramente obtenida por el productor. Así los descomponedores nada más pueden sacar el 0,01% de la energía, lo que significa que esta se pierde a medida que se avanza en la cadena alimentaria, o sea, se libera al ambiente en otras formas de energía, tales como la térmica y la luz.

## Flujo de Energía
La energía primaria proviene del sol.
La energía secundaria proviene del Aire
La energía tercera proviene del Agua

### Niveles tróficos
Los niveles tróficos son el tipo de clasificación según el tipo de alimentación que tiene cada especie. Son:
- Autótrofos o productores
- Heterótrofos o consumidores
  - Consumidores
  - Descomponedores

#### Los productores
Constituyen el primer nivel trófico. Toman la energía del sol y la transforman en moléculas orgánicas ricas en carbohidratos, lípidos y azúcares. Los principales productores en los diferentes ecosistemas son:
- Ecosistemas acuáticos: algas.
- Ecosistemas terrestres: plantas

#### Los consumidores
Son aquellos que se clasifican en:
- Consumidores Primarios (herbívoros).- Se alimentan de los organismos productores.
- Consumidores Secundarios(carnívoros).- Se alimentan de herbívoros.
- Consumidores Terciarios.- Se alimentan de los consumidores secundarios.
- Descomponedores.- Son principalmente bacterias y hongos. Se alimentan de los seres muertos, y de sus desechos; así forman una conexión entre lo orgánico y lo inorgánico y ayudan al medio ambiente.

### Representación Gráfica
El flujo de energía, se puede graficar mediante pirámides alimenticias, cadenas alimenticias, redes alimenticias y en las sedes alimentarias
- Las pirámides alimenticias, reflejan el número de individuos, presentes en cada nivel(menos los descomponedores), trófico. Mientras más alto se llega en la pirámide (mayor nivel), menos integrantes se tienen, y menos energía.
- Las cadenas alimenticias, reflejan la transferencia de energía, desde productores, hasta descomponedores, pasando por todos los niveles tróficos.
- Las redes alimenticias, son uniones de cadenas alimenticias. Esta muestra la relación entre diferentes cadenas alimenticias.

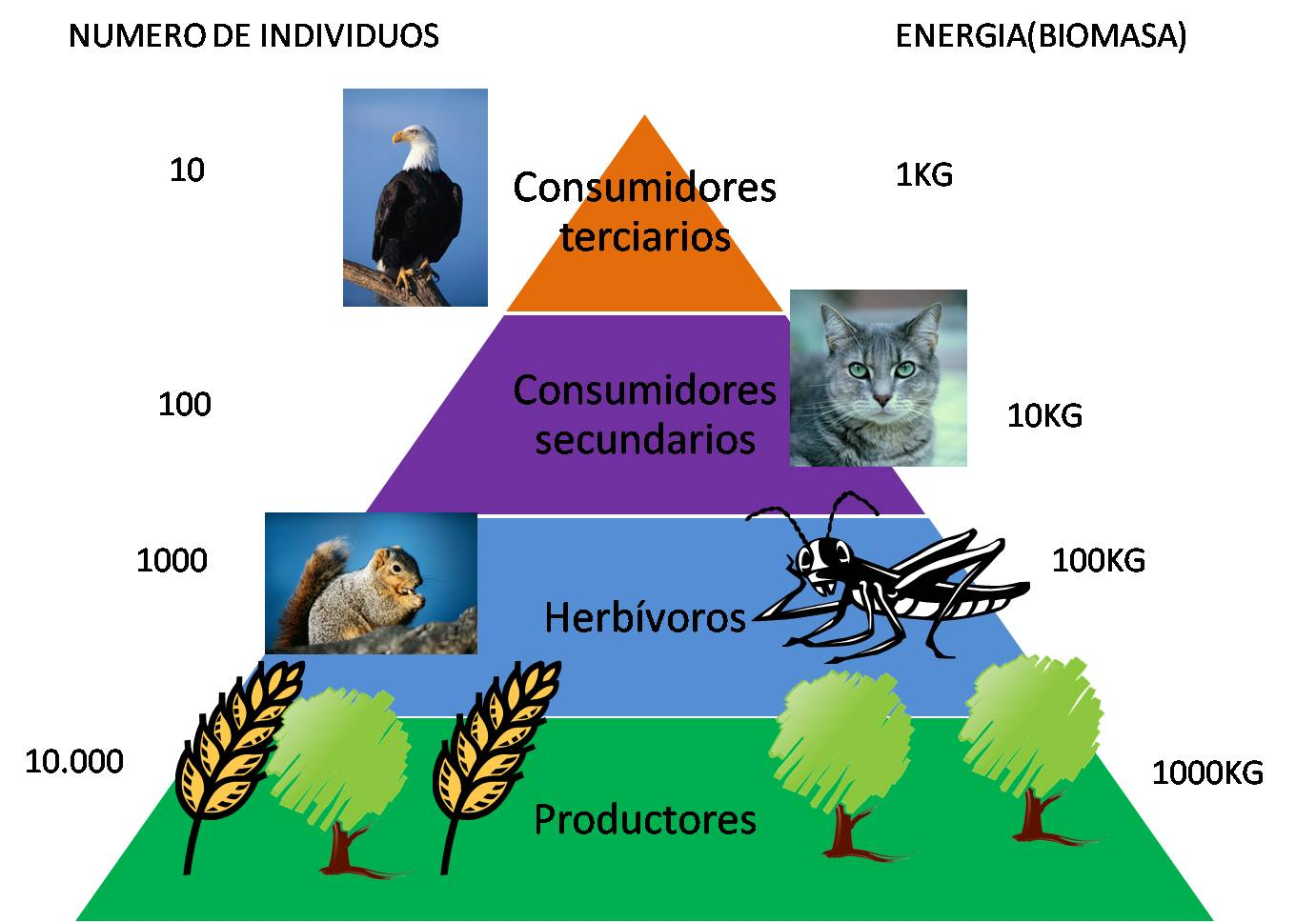
Pirámide alimenticia

## Flujo de Nutrientes
Como ya se explicó, la energía aquí en la tierra, y los nutrientes, se encuentran en cantidades limitadas. Por eso, deben ser reciclados y reutilizados .

### Ciclos biogeoquímicos
Gracias a las interacciones entre diferentes especies y organismos, los nutrientes se acaban, se desplazan, y se reutilizan cumpliendo así un movimiento cíclico, en los ecosistemas. Hay unos nutrientes de especial importancia, que son:
- Agua
- Carbono
- Oxígeno
- Nitrógeno
- Fósforo
- Hidrógeno

#### Ciclo del agua (H2O)
El agua, es un compuesto fundamental para la vida, ya que actúa como solvente para las reacciones químicas que se dan dentro de los organismos. El agua le permite tomar los nutrientes del suelo a las plantas, y el oxígeno del aire a los animales. Se da en 4 pasos básicos:
1. Evotranspiración: proceso, mediante el cual, el agua pasa de estado líquido a gaseoso, (vapor de agua). En este proceso, se dan dos pasos importantes: evaporación directa del agua, y transpiración de los organismos, especialmente, plantas, que liberan agua. La evotranspiración, aumenta con la temperatura, y la velocidad del viento.El agua en sus tres estados: líquido, sólido, y gaseoso.

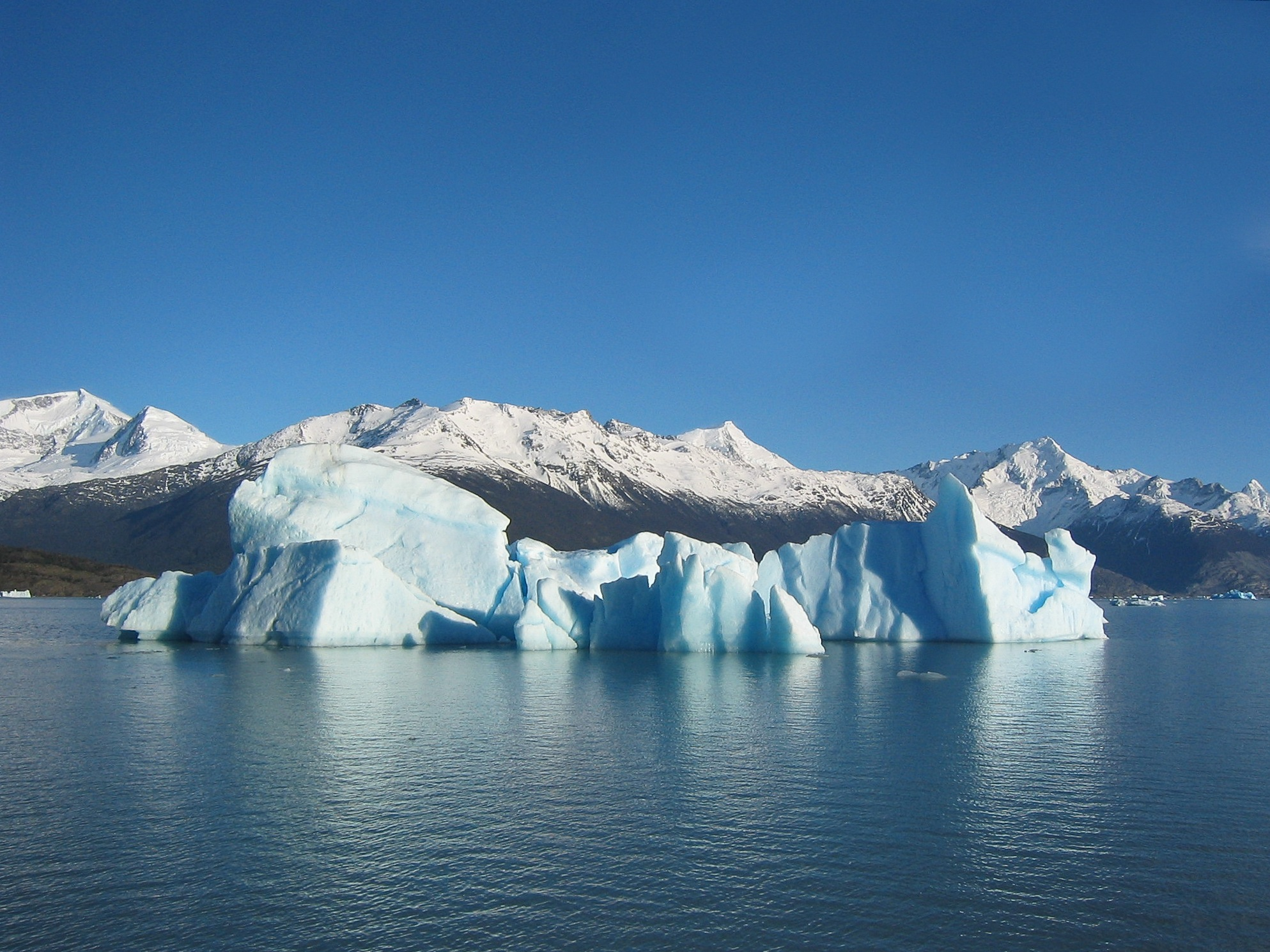
El agua en sus tres estados: líquido, sólido, y gaseoso.

2. La precipitación: procedimiento, por el cual,, el vapor de agua se condensa, y cae a la tierra en forma de lluvia.
3. Almacenamiento: tiene lugar en océanos y ríos. También, en los casquetes polares, en forma de hielo. Tal es la cantidad de agua almacenada en el polo sur, que si este se fundiese,, el nivel del mar, subiría 40 m (el polo norte fundido no hace subir 1 mm tal nivel, por el principio de Arquímedes. Los polos cubren 17 millones de km² y tienen una profundidad de más o menos 1,5 km . El agua también se almacena en los picos con nieves perpetuas.
4. Escorrentía: proceso por el cual, el agua "rueda" hasta el océano. Se da en ríos y quebradas, principalmente.

El agua forma casi tres cuartas partes del mundo. Está distribuida de esta manera:
- Salada: 97 %
- Dulce: 3 %
  - Hielo polar y glaciares: 77,5 %
  - Subterránea:22 %
  - Continental, superficial, y atmosférica: 0,5 %
    - Lagos y zonas húmedas: 92 %
    - Atmósfera: 7 %
    - Ríos: 1 %[1]

#### Ciclo del carbono (CO2)
Este ciclo comienza cuando los organismos productores, toman dióxido de carbono, para realizar la fotosíntesis, y lo incorporan a sus tejidos, en forma de azúcares. El carbono, al igual que el fósforo, pasa de un nivel trófico a otro nivel trófico en las cadenas y redes alimenticias. Vale decir, que parte del carbono absorbido por las plantas es expulsado luego por las mismas, en el proceso de la respiración. Igual sucede con los consumidores; almacenan parte del carbono consumido, y el resto lo liberan en la respiración. Al final, los descomponedores desarman las moléculas, y liberan el dióxido de carbono a la atmósfera. El dióxido de carbono puede entrar también al agua.

#### Ciclo del oxígeno (O2)
Se puede dividir en las siguientes partes:
1. El O2, sale de las plantas, en el proceso de fotosíntesis. En el agua también hay bastante oxígeno (la molécula de agua está compuesta por un átomo de oxígeno, y dos de hidrógeno). Esta sube en el proceso de evotranspiración a la atmósfera. En las partes muy altas, los rayos solares descomponen la molécula del agua, separando así el oxígeno del hidrógeno. Los organismos fotosintéticos también producen oxígeno.

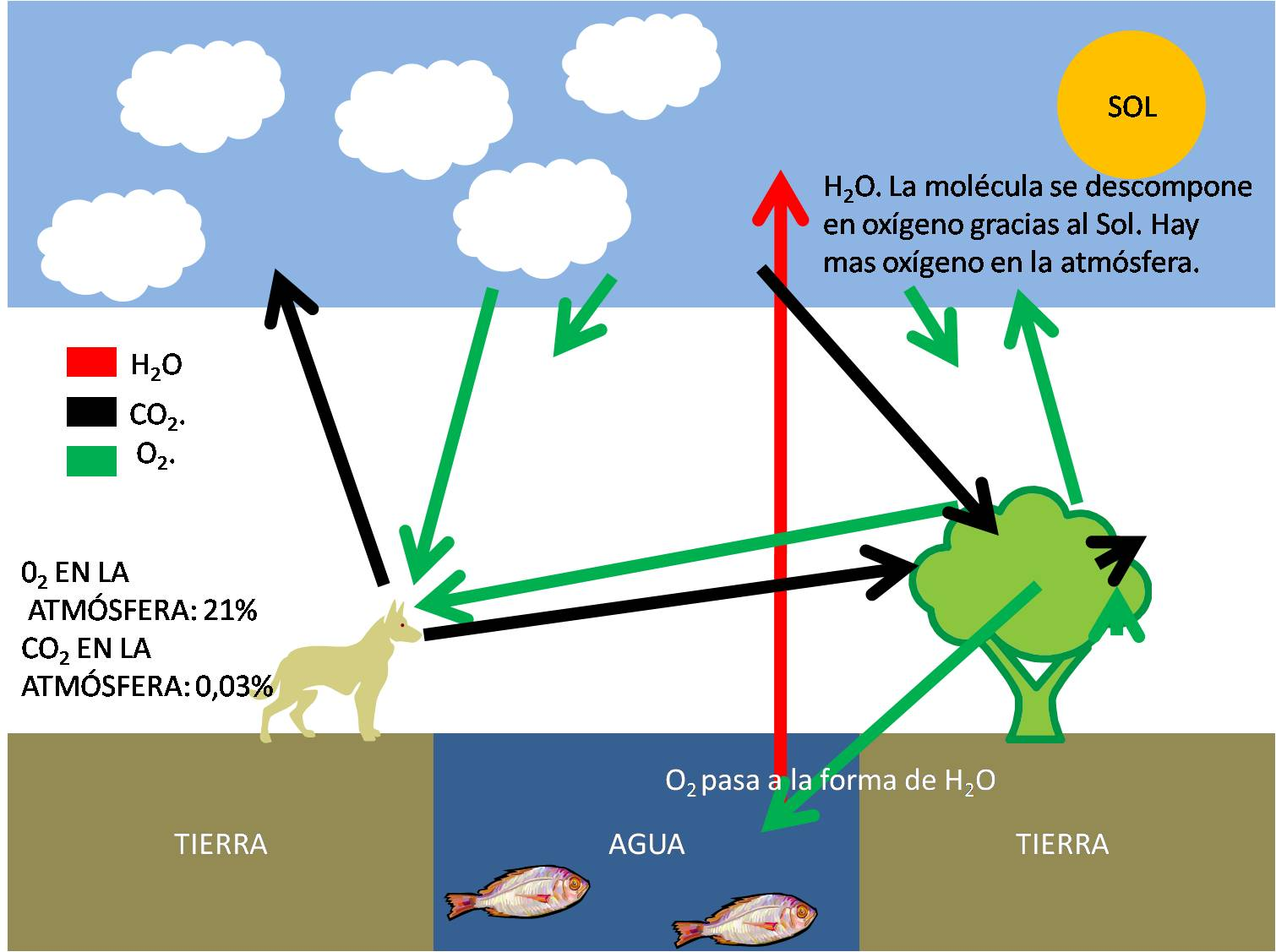
El ciclo del oxígeno. El oxígeno sufre varias transformaciones, como agua, y surge como desecho de la fotosíntesis de los organismos fotosintéticos.

1. Los organismos aeróbicos, utilizan el oxígeno para la respiración, desechando así dióxido de carbono. Por esto se dice que el ciclo del oxígeno está muy ligado con el del carbono y el agua.
2. El dióxido de carbono es usado por los organismos fotosintéticos, y sale como desecho oxígeno.

Así, pueden suceder dos cosas:
1. Los organismos aeróbicos lo reutilizan, y luego los fotosintéticos, completando el ciclo, o
2. El oxígeno sea incorporado al agua, junto con dos átomos de hidrógeno. Así, esta agua sube, y completa y repite el susodicho ciclo.

#### Ciclo del nitrógeno(N),(N2)
El nitrógeno, es un elemento muy importante en la tierra. Forma el 78% de la atmósfera. Es fundamental en la estructura de los aminoácidos, las proteínas, y los ácidos nucléicos. Sin embargo, no puede ser utilizado directamente por los organismos. Así, tiene que ser transformado para el uso de los organismos. El ciclo sigue los siguientes pasos:

Ciclo del nitrógeno

1 Transformación. Diferentes bacterias transforman el nitrógeno:
- Los Clostridios, fijan el nitrógeno al suelo.
- Los Rizobios, que viven en los nódulos de algunas legumbres, y transforman el nitrógeno, para que la planta lo pueda utilizar

2 Cadena trófica. Luego, el nitrógeno toma el camino de las redes y cadenas alimenticias, de herbívoros, a carnívoros. Luego, el nitrógeno regresa al suelo, en forma de desechos, y cuerpos muertos.
3 Regreso al suelo. El nitrógeno vuelve al suelo en forma de amoníaco. El amoniaco puede ser utilizado por las plantas otra vez, o permanecer en el suelo, convirtiéndose en nitratos. Estos nitratos son regresados a la atmósfera gracias a las pseudomonas, que restituyen el nitrógeno a la atmósfera.

#### Ciclo del fósforo (P)
El fósforo, es indispensable para la vida en la tierra. Hace parte de los huesos, de los ácidos nucleicos, de los fosfolípidos de las membranas celulares, es el principal componente del ATP, del cual los seres vivos toman energía y nutrientes. Este ciclo, es el único que no tiene movimientos sobre la faz terrestre. El fósforo se mueve a través de sus sitios de almacenamiento. Son las rocas sedimentarias, y los organismos vivos. Se da en los siguientes pasos:
1. Erosión. Las rocas ricas en fósforo, se erosionan con el tiempo. El fósforo, por lo tanto, también se disuelve, y se incorpora en la tierra en forma de fosfatos.
2. Cadenas tróficas. Las plantas absorben los fosfatos de la tierra, y luego, el fósforo se mueve con los organismos, en las cadenas y redes tróficas, hasta que llega a los organismos descomponedores (como por ejemplo: hongos, y bacterias).

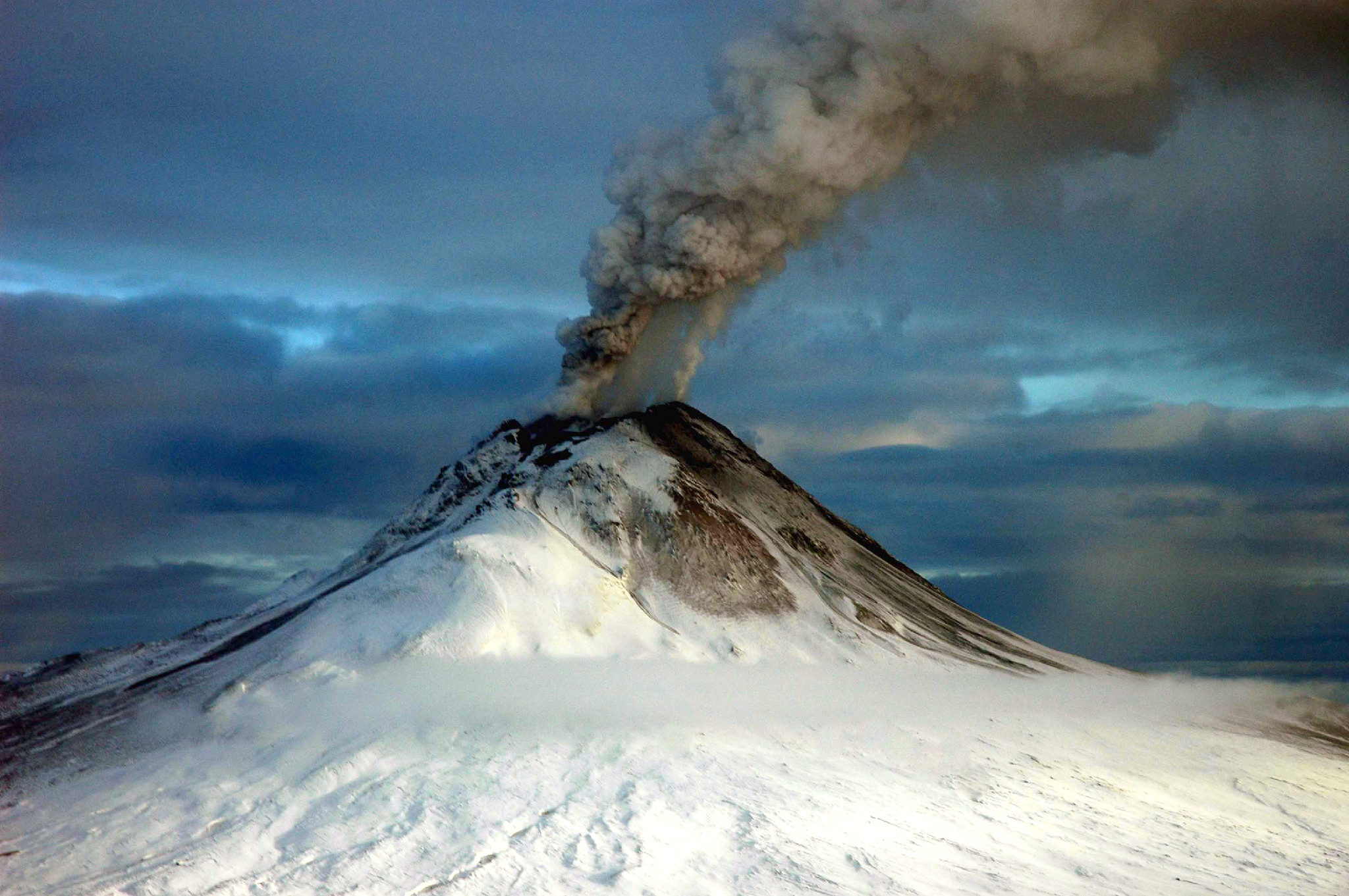
Los fenómenos volcánicos, y en general, geológicos, pueden trasladar las rocas sedimentarias, y los fosfatos.

También puede suceder, que no todo el fósforo sea absorbido por las plantas, sino que sea arrastrado por las corrientes acuíferas. En estos casos, es transportado al mar, en donde es depositado junto con los sedimentos marinos, al fondo del océano. Luego de varios años, se incorpora a las rocas, que más tarde, pueden subir a la superficie por algún fenómeno geológico, comenzando así, nuevamente el ciclo. Al estar el fósforo en el mar, puede suceder que los animales lo beban, por esto, los organismos marinos son ricos en fósforo.
El flujo de energía es una parte en la que pasa la planta y crea a nuevas plantas.